# هال جونز
هال جونز هو لاعب هوكي الجليد كندي، ولد في 22 يوليو 1933 في ترايل في كندا.